# إسبن يونسن (سياسي)
إسبن يونسن (بالبوكمول: Espen Johnsen) (و. 1976  م) هو سياسي نرويجي، ولد في ليلهامر، هو عضوٌ في حزب العمل النرويجي.

## مناصب
تولى منصب عضو برلمان النرويج ‏.

## التعليم
تعلم في Lillehammer University College ‏.